# João da Silva Ferreira
João da Silva Ferreira (* 14. Mai 1675; † 19. Januar 1775) war ein römisch-katholischer Geistlicher und Bischof von Tanger.

## Leben
João da Silva Ferreira empfing am 21. Dezember 1715 die Diakonen- und am 26. Dezember desselben Jahres die Priesterweihe.
Am 13. Juli 1742 wurde er zum Bischof von Tanger ernannt und am 26. November desselben Jahres präkonisiert. Die Bischofsweihe spendete ihm am 9. Juni des darauffolgenden Jahres der Patriarch von Lissabon, Kardinal Tomás de Almeida; Mitkonsekratoren waren der Bischof von Porto, José Maria da Fonseca de Évora OFMObs, und der Bischof von Guarda, Bernardo António de Mello Osório.
Das damalige Bistum Tanger hatte lediglich von 1742 bis 1775 Bestand und erst 1859 gelang es fünf spanischen Franziskanermissionaren, die Mission wiederzubeleben und zu festigen.